# Paul Wendlandt
Paul Wendlandt (* 10. September 1852 in Neu Teterin; † 19. April 1916 in Altlüdersdorf) war ein deutscher Ornithologe.

## Leben
Nach dem Studium an der Universität Greifswald und der Königlich Preußischen Forstakademie Hannoversch Münden arbeitete Paul Wendlandt in verschiedenen preußischen Oberförstereien, darunter in  St. Goarshausen am Rhein und in Tapiau in Ostpreußen. 1912 wurde er nach Alt Lüdersdorf versetzt. Er trug eine wertvolle Sammlung von Eiern, Bälgern und Schmetterlingen zusammen und galt als kundiger Oologe. In den letzten Lebensjahren widmete er sich nur noch der Schmetterlingskunde. Paul Wendlandt wurde in St. Goarshausen begraben.